# دايفيد غرين
دايفيد غرين (بالإنجليزية: David Green)‏ هو مدير ورائد أعمال أمريكي، ولد في 1956 في الولايات المتحدة.